# Meral Çetinkaya
Meral Onuktav Çetinkaya (5 de marzo de 1945) es una actriz turca. Aparece en más de veinte películas desde 1962.